# Dupci
Dupci (cyr. Дупци) – wieś w Serbii, w okręgu rasińskim, w gminie Brus. W 2011 roku liczyła 360 mieszkańców.